# 外典福音書
外典福音書（がいてんふくいんしょ）とは、福音書の名称が付けられた書物のうち、キリスト教会で正典として承認されていないものである。
これらの外典福音書の記述の一部はキリスト教徒によって異端的な思想であるとみなされることになった。
外典福音書の中でもっとも古いものは『トマスによる福音書』と『ペトロによる福音書』である。『ヤコブによるイエスの幼時福音』や『トマスによるイエスの幼時福音』など「幼時福音書」と呼ばれる一群の書物は2世紀になって成立したものだが、無原罪懐胎を含むマリアの生涯やイエスの幼年時代におきた多くの奇跡について語っている。これらは正典としては受け入れられなかったがキリスト教徒の間に伝承として伝わっていった。
ほかにも古代から根強く編まれてきたものに「合併福音書（調和福音書）」がある。これは四福音をまとめてその差異をならし一冊にしたものである。断片だけであるが、現存する最古の合併福音書は175年ごろ、タティアヌスが編んだ「ディアテッサロン」というものである。ディアテッサロンはシリア地方で2世紀にわたって流通し、よく用いられたがやがて廃れた。
シノペのマルキオンは150年ごろ、ルカ福音書を自説にもとづいて書き換え、自らに従うグループの礼拝で用いた。グノーシス派の二元論から強く影響を受けたマルキオンは、旧約聖書の神がこの世界の創造主だということは認めるが、怒りと裁きの神であって愛がないとして退けた。一方、自らが創造したのでもないこの世界の人々を救うためにイエスを地上に派遣した異邦の神こそが愛の神であると考えた。マルキオンはルカ福音書の中から「ユダヤ的」不純物だと彼が考えた部分を取り除き、ルカ以外の福音書を排斥した。誤解のないように付言すれば、マルキオンが彼の『主の福音書』を編纂した時点ではまだ新約聖書は成立していなかったので、マルキオンが今日我々が目にするような形での新約聖書を切り貼りして彼の聖書を捏造したわけではない。

## 著名な外典福音書
正典におさめられなかった福音書であってもスタイルや内容において正典の福音書と共通点のあるものもある。他にもQ資料のような「語録」と呼ばれるイエスのことばを集めた資料があったことも推定されている。
著名な外典福音書には以下のようなものがある。
- トマスによる福音書
- フィリポによる福音書
- ペトロによる福音書
- (マグダラの)マリアによる福音書
- エジプト人の福音書
- ヘブライ人の福音書
- 真理の福音書
- ユダの福音書
- テトロの福音書

以上のリストのほとんどはナグ・ハマディ写本から発見されたグノーシス主義的資料と呼ばれるものであり。正典資料とは異なる視点からイエスをとらえている。
福音書としてはやや逸脱するが、イエスの母マリアを中心にイエス誕生までの物語を描いた『ヤコブ原福音書』、『トマスによるイエスの幼児物語』なども2世紀ごろには成立し、広く読まれて宗教画などにも影響を与えている。
他にも厳密には外典には含まれないが、古代でなく中世以降に福音書の形式を借りて書かれたものもある。たとえば『バルナバによる福音書』は中世にはいって書かれたものである。また近代以降に書かれた『宝瓶宮福音書』（リバイ・ドーリング）、『イッサの生涯』（発見者と称するニコラス・ノトヴィッチが書いたと考えられている）などもある。